# Jean-Pierre Pasqualini
Pour les articles homonymes, voir Pasqualini.
 (novembre 2021).
Si vous disposez d'ouvrages ou d'articles de référence ou si vous connaissez des sites web de qualité traitant du thème abordé ici, merci de compléter l'article en donnant les références utiles à sa vérifiabilité et en les liant à la section « Notes et références ».
Jean-Pierre Pasqualini, né le 28 septembre 1958 à  Marseille, est un journaliste, animateur de radio et de télévision français.

## Biographie
Jean-Pierre Pasqualini est né le 28 septembre 1958 de parenté corse à Marseille et a grandi à La Ciotat[réf. nécessaire].
Après un baccalauréat avec mention obtenu en 1977, il suit des études supérieures de tourisme et travaille dans ce secteur durant les années 1980[réf. nécessaire]. Accompagnateur de voyages, guide interprète, animateur de clubs et de centres de vacances Vacances bleues, il a travaillé au service commercial et marketing du voyagiste Unisud/UniRicard, de la chaîne hôtelière marocaine Salam...[réf. nécessaire]
Avec Bruno Jacquot, il signe en 1989 et 1991 deux ouvrages sur le tourisme chez Dunod : Tourismes et Tourismes en Europe. Il élabore le premier annuaire nominatif du monde du tourisme, le Qui fait quoi tourisme ?, édité par le groupe Tour Hebdo (Liaisons)[réf. nécessaire].
Passionné de chanson, dès 1982, il est animateur de radio libre sur Radio Golfe d'Amour (La Ciotat), Aubagne FM, Radio Swing (Bandol)... [réf. nécessaire]
Il collabore en 1984 et 1985 avec la chanteuse Martine Cerdan.[réf. nécessaire]
En 1992, il lance Platine magazine.
À la fin des années 1990, il devient rédacteur en chef de Music Musiques sur France 3 Île-de-France, émission hebdomadaire de variétés du samedi après-midi animée par Karine Le Marchand.
Par la suite, il est auteur de la série de prime-time hebdomadaires d'été sur France 2 : Le temps d'une chanson (9 épisodes), produite et réalisée par Guy Job, présentée par Frédéric Mitterrand, et dont les interviews d'artistes sont menées par Franz-Olivier Giesbert.
Il présente depuis la rentrée 2003]les grandes émissions de variété sur Melody. En septembre 2013, il en est devenu le directeur des programmes chargé des contenus.
Depuis 2011, en partenariat avec la Sacem, Pasqualini organise des interviews croisées et filmées autour des métiers de la création et de l'édition musicale.  
Par ailleurs, il est régulièrement sollicité par des chaînes de télévision comme France 3, BFM TV, des radios (Europe 1...) et des journaux (Le Figaro, L'Express' Le Journal du dimanche, Dernières Nouvelles d'Alsace, L'Est républicain, Le Soir, Paris Normandie...) pour des interviews sur l'actualité de la chanson.
Il a signé plusieurs livres sur la chanson et conçu plus d’une centaine de compilations, coffrets CD et DVD de chanteurs[réf. nécessaire].
Pasqualini est aussi juré pour des tremplins et concours de la chanson. [réf. nécessaire]
Premier producteur de Vincent Niclo et de Rodrigue Janois, il est devenu manager d'artistes[réf. nécessaire].
Il est membre du collège des Victoires de la musique depuis 1996[réf. nécessaire] et de l’Académie Charles-Cros depuis 2009.
Depuis juin 2018, il publie sur le musée en ligne de la Sacem des chroniques sur les chansons françaises qui ont rencontré un succès mondial (La Belle Vie, Maladie d'amour, La Javanaise, Avec le temps, Pour toi, C'est si bon...).